# História do Malawi
Embora vestígios arqueológicos revelem que o território do Malawi seja habitado desde há 50 000 anos, só a partir de 1500 é que se encontram registos históricos escritos em português e inglês.

Bandeira da Niassalândia

O primeiro contato significativo com o mundo europeu foi a chegada de David Livingstone à margem norte do lago Malawi (lago Niassa) em 1859 e o subseqüente estabelecimento de missões da igreja presbiteriana escocesa. Em 1891, estabeleceu-se o Protetorado Britânico da África Central, transformado em 1907 no Protetorado de Niassalândia. Em 1953 o governo britânico criou a Federação da Rodésia e Niassalândia, ou Federação Centro-Africana, que compreendia os territórios hoje referentes ao Malawi, Zâmbia, então Rodésia do Norte, e Zimbabwe, então Rodésia do Sul. Em novembro de 1962, o governo britânico concordou em conceder à Niassalândia autonomia a partir do ano seguinte, o que marcou o fim da Federação, em 31 de dezembro de 1963, o Malawi tornou-se um membro independente da Commonwealth em 6 de julho de 1964.
Dois anos mais tarde, torna-se uma república, ao mesmo tempo que Kamuzu Banda é eleito presidente sob uma constituição que permitia a existência apenas de um partido (Partido do Congresso Malawi - MCP), o que conduziu, em 1971, à reeleição de Banda como presidente vitalício.
Em 1993, Kamuzu Banda perdeu o título de presidente vitalício, o que abriu as portas à realização das primeiras eleições multipartidárias a 17 de Maio de 1994, cujos resultados deram uma vitória escassa ao principal partido da oposição, a Frente de União Democrática, liderado por Bakili Muluzi. O início desse mesmo ano ficou marcado por um outro acontecimento, este de graves consequências para a economia do país: uma seca devastadora, que deixou o principal sector económico, a agricultura, num estado miserável, obrigando o governo a pedir ajuda internacional de emergência, nomeadamente ao Programa Mundial de Alimentação.
Em 2006, o país ganhou grande notoriedade na imprensa mundial depois que Madonna, que custeava o projeto "Raising Malawi" ,  anunciou que adotaria uma criança malawiana. Em 10 de Outubro daquele ano, Madonna iniciou o processo legal de adoção do pequeno David Banda (nascido a 24 de Setembro de 2005), que conheceu durante uma visita ao país. A criança saiu do Malawi a 18 de Outubro de 2006 com destino à residência de Madonna em Londres.